# Michael Bastow
Pour les articles homonymes, voir Bastow.
Michael Bastow est un peintre anglais né en 1943 à Bideford. Il vit et travaille entre Paris et Malaucène.

## Biographie
À l’âge de deux ans, il émigre avec ses parents en Australie. Il commence à pratiquer le dessin et la peinture très tôt mais opte pour des études d’architecture à l’université de Melbourne.
En 1967, il retourne en Angleterre où il travaille dans l’industrie cinématographique pendant 10 ans. Comme chef décorateur, il a notamment participé à la série britannique Father, Dear Father en 1968 et son adaptation au cinéma en 1973 puis, comme directeur artistique, à Neither the Sea Nor the Sand (1972), Not Now Darling (1973) ou encore The Stud avec Joan Collins en 1978.
Après s’être installé en Belgique en 1974, il décide de se consacrer à plein temps à la peinture et prend pour unique sujet : le corps féminin, nu le plus souvent, près duquel il insère parfois un autoportrait. Sa technique est celle du pastel sur du papier "à la forme". Sous une débauche d’enlacements et de couleurs, il cherche à rendre la sensation d’un grain de peau et l’architecture des formes féminines structurées par la lumière. Au contraire, son œuvre graphique (bois gravés et linogravures) se distingue par une représentation plus crue du plaisir sexuel.
Il commence à exposer régulièrement à partir de la fin des années 1970 et déménage à Paris en 1982. Il collabore à la revue Le Fou parle, dirigée par Jacques Vallet, où il fait la connaissance de Roland Topor avec qui il se lie d’amitié. Topor a écrit plusieurs textes sur les dessins de Michael Bastow, notamment la préface du catalogue Pastels 1986-1991, publié en 1991. Bastow illustre également des ouvrages d’écrivains et intellectuels, comme Violaine ou L'art d'ignorer de Marie Binet, Sans merci de l’écrivain belge Hugo Claus, La Femme en majesté de l’anthropologue Françoise Héritier ou encore La Véritable nature de la vierge Marie de Roland Topor.
Au début des années 1990, son œuvre est montrée dans des institutions muséales : Stichting Veranneman de Kruishoutem en 1991, Les dix-huit ans d'expo du Cirque Divers au Musée d'art moderne et contemporain de Liège (MAMAC) en 1995, Centro Cultural Recoleta de Buenos Aires en 1996. C’est à cette époque qu’il commence à exposer à la galerie Alain Blondel.
Il s’installe un second studio près du Mont-Ventoux en 1995. Six ans plus tard, il achète la chapelle Saint-Alexis à Malaucène dans le Vaucluse et entreprend sa restauration et sa décoration. Finalement, la décoration prend la forme d’une fresque éphémère, faite d’une superposition de feuilles colorées et de transparences. Il progressivement transforme la chapelle en un lieu d’expériences picturales sur le thème des sept âges de la vie, en se réappropriant les modèles des icônes byzantines et des masques africains.
En 2011, après avoir visité l’exposition La Cité interdite – Empereurs de Chine et Rois de France au Musée du Louvre, il décide de commencer une nouvelle série d’œuvres intitulée Rêves chinois ou 100 chinoises. Frappé par les portraits de l’empereur Qianlong et de son épouse l’Impératrice Xiao Xian peints par le jésuite Giuseppe Castiglione, il décide de réutiliser les codes de la peinture en vigueur à la cour impériale chinoise du XVIIIe siècle (portraits de face, sans modelage ni clair-obscur, importance des tissus) pour concevoir une armée de femmes, d’impératrices, de courtisanes et de guerrières comme l’armée en terre-cuite dans la tombe de Qin Shi Huang. Cette série a été exposée à la galerie Alain Blondel en 2013 puis à la galerie De Zwarte Panter à Anvers en 2014.

## Expositions personnelles (sélection)
- 1983 : Galerie Jean Briance, Paris
- 1984 : galerie Jean Briance, Paris. Galerie Isy Brachot, Bruxelles
- 1986 : Tolarno Gallery, Melbourne
- 1987 : galerie Jean Briance, Paris
- 1988 : L’Autre Musée, Bruxelles
- 1991 : Stichting Veranneman, Kruishoutem
- 1996 : El Eterno femenino, Centro Cultural Recoleta, Buenos Aires
- 1997 : galerie Catrin Alting, Anvers
- 1999 : Osiris Gallery, Bruxelles
- 2000 : Cloître des Cordeliers, Tarascon
- 2002 : Pastels et Bois Gravés, galerie Alain Blondel, Paris
- 2004 : Pastels et fusains, galerie Alain Blondel, Paris
- 2007-2008 : Installation de Sept panneaux, Chapelle Saint-Alexis, Malaucène
- 2008 : 2e cycle de dessins, Chapelle Saint-Alexis, Malaucène
- 2010 : 3e cycle de dessins, Chapelle Saint-Alexis, Malaucène
- 2013 : Rêves chinois, galerie Alain Blondel, Paris
- 2014 : 100 chinoises, galerie De Zwarte Panter, Anvers
- 2022 : Confinement Drawings (Variations on the Odalisque and Pinocchio's Nose), galerie Jean-Marie Oger, Paris

## Expositions collectives (sélection)
- 2016 : Still life – Style of life, Jean-Marie Oger, Paris
- 2013 : L’Embarras du choix -  la peinture figurative dans les collections du FRAC Franche-Comté
- 1995 : Les dix-huit ans d'expo du Cirque Divers, Musée d'art moderne et contemporain de Liège (MAMAC)
- 1980 : Palais des Beaux-Arts, Bruxelles

### Illustrations
- Hugo Claus, Zij, Acme éditions, Paris, 1993.
- Roland Topor, La Véritable nature de la vierge Marie, éditions du Rocher, 1996.
- Marie Binet, Violaine ou L'art d'ignorer, Dumerchez et éditions Humus, 1999.
- Hugo Claus, Sans merci, Dumerchez, 2000.